# Податок на дерева
Податок на дерева — податок, уведений за часів Йосипа Сталіна на фруктові дерева та кущі.
Це призвело до ефекту кобри, а саме масового вирубування дерев селянами, що згодом спричинило дефіцит фруктів, який декілька десятиліть не могли побороти.
Дехто стверджує, що ідея цього менеджерського ходу була придумана міністром Звєрєвим. Сталін же не побачив в цьому жодної прихованої небезпеки.
Податок був скасований Георгієм Маленковим у 1954 році, тоді ж, коли були зменшені на 60 відсотків податки на селян.
«Податки завжди були тяжким тягарем для колгоспників. Ще за законом Верховної Ради СРСР від 1939 року оподатковувалася орна земля, кожна тварина, яка була у власності колгоспника, та кожне плодове дерево. Платниками податків були господарства членів колгоспів, а також інших громадян, яким наділяли присадибні ділянки (вчителі, медичні працівники та ін.) Податок вираховували з кожного підсобного господарства відповідно до площі земельної ділянки. Фінансові органи становили детальні платіжні повідомлення — документи, у яких було визначено грошову суму чи натуральну величину й чітко виписано термін внесення платежів. Ці повідомлення вручалися під розписку, що надавало їм додаткової обов'язковості виконання»

## Сьогодення
2011 року цей податок намагалася ввести Дніпропетровська міськрада.